# Émetteur très basse fréquence d'Aguada
L'émetteur très basse fréquence d'Aguada est un grand mât radio construit par l'US Navy, à proximité d'Aguada (Porto Rico). Il est utilisé comme installation de la marine américaine pour transmettre des ordres à des sous-marins en plongée en utilisant des ondes radioélectriques dans les très basses fréquences.
La station de transmission d’Aguada, qui faisait à l’origine partie du « centre d'émission radio navale Aguada », fonctionne à très basse fréquence (VHL) à 40,75 kHz avec l’indicatif NAU. Le site est composé de trois emplacements dotés de tours haubanées : la principale station de transmission d'Aguada sur un site de 133 hectares; le récepteur radio naval sur un site de 98 hectares dans le comté de Salinas; et l'émetteur radio naval sur un site de 165 hectares dans le comté d'Isabela. Seul le plus grand avec une hauteur de 367,3 mètres est toujours debout et utilisé. Les deux autres ont été démontés. C'est la plus haute structure de Porto Rico et de la région des Caraïbes.

## Communication avec les sous-marins
Cette station de transmission émet des signaux inférieurs à 50 kHz capables de pénétrer dans les profondeurs océaniques à environ 200 mètres. La marine américaine est capable de communiquer avec les sous-marins sur ces fréquences.
En raison de la basse fréquence, une antenne de radiodiffusion VLF doit être assez grande. En fait, les sites de diffusion couvrent généralement quelques kilomètres carrés. Cela empêche l'installation de telles antennes sur les sous-marins. Les sous-marins ne disposent que d’une antenne de réception VLF et ne répondent pas sur des fréquences aussi basses. Par conséquent, une émission VLF sol-sous-marin est toujours une émission à sens unique, en provenance du sol et reçue à bord du submersible. Si une communication bidirectionnelle est nécessaire, le bateau doit atteindre la profondeur du périscope (juste sous la surface) et lever une antenne de mât télescopique pour communiquer sur des fréquences plus élevées (telles que HF, UHF ou VHF).
En raison de la largeur étroite de cette bande, les signaux radio VLF ne peuvent pas transporter d’audio (voix) et ne peuvent transmettre des messages texte qu’à un débit lent. Les débits de transmission de données VLF sont d’environ 300 bit / s, soit environ 35 caractères ASCII à huit bits par seconde (ou l’équivalent d’une phrase toutes les deux secondes), soit un total de 450 mots par minute. Le simple passage à l'ASCII 7 bits augmente le nombre de caractères transmis par unité de temps de 14%. Un décalage supplémentaire vers un code de 6 bits ou de 5 bits (tel que le code baudot) entraînerait des vitesses supérieures à 600 et 700 mots par minute.
Dans les cas où le GPS est refusé aux forces américaines, le VLF peut être utilisé pour faciliter la navigation et la synchronisation de la position. Les stations VLF, comme celle de Porto Rico, sont situées à des emplacements fixes. En tant que partie d'un système de secours, les signaux VLF peuvent être utilisés pour trianguler la position d'un utilisateur sur le globe, de la même manière qu'un récepteur GPS.